# Die Spinnen
Die Spinnen ist ein Abenteuerfilm von Fritz Lang in zwei Teilen, entstanden bei der deutschen Filmproduktionsfirma Decla Bioskop AG. Der erste Teil hatte unter dem Titel Der goldene See am 3. Oktober 1919 in Berlin Premiere, der zweite Teil, Das Brillantenschiff, wurde am 6. Februar 1920 uraufgeführt.

## Die Spinnen 1. Teil: Der goldene See (1919)
Der britische Forscher Fred Johnson wird von einem Inka-Stamm in einer Dschungelstadt gefangen gehalten. Es gelingt ihm, zum Meer zu flüchten und eine Flaschenpost abzusetzen, ehe er von einem Inka-Krieger getötet wird. Die Flaschenpost wird Monate später vom jungen Millionär und Sportsegler Kay Hoog vor San Francisco aufgefischt. Hoog bricht umgehend auf, um den Verschollenen zu retten und den sagenumwobenen Schatz zu heben, auf dessen Suche sich Johnson befand. Der Geheimbund „Die Spinnen“, angeführt von der Millionärin Lio Sha, gelangt durch Raub des Flaschenpost-Briefes an die Information vom Schatz. Lio Sha rekrutiert in Mexiko eine Schar von verwegenen Revolverhelden, um die Ruinenstadt zu finden und den Inka-Schatz in den Besitz der „Spinnen“ zu bringen. Kay Hoog erreicht mit einem Fesselballon als erster die Inka-Stadt und rettet der Priesterin Naela, die von einer Schlange angefallen wird, das Leben. Die dankbare Naela warnt ihn vor ihrem blutrünstigen Stamm, versteckt ihn in der Inka-Stadt und zeigt ihm den sagenumwobenen goldenen See, der in einer Höhle liegt, von einem unterirdischen Wasserfall gespeist wird und unermessliche Goldschätze enthält. Lio Sha ist inzwischen von den Inka gefangen genommen worden. Sie soll anlässlich eines Sonnenfestes den Opfertod sterben. Kay Hoog rettet Lio Sha in letzter Sekunde. Die „Spinnen“ dringen in die Inka-Stadt ein. Es kommt zum offenen Kampf. Die Schatzsucher erreichen den goldenen See, lösen dort aber einen Selbstzerstörungsmechanismus aus und ertrinken bei der Überflutung der Höhle. Nach einem dramatischen und actionreichen Kampf mit den Inka gelingt es Kay Hoog, zusammen mit Naela aufs offene Meer zu flüchten, wo sie von einem Schiff aufgegriffen werden. Zurück in San Francisco gesteht Lio Sha ihrem Widersacher Kay Hoog ihre Liebe. Dieser weist sie zurück, weil er und Naela ein Paar sind. Die eifersüchtige Lio Sha lässt daraufhin Naela mithilfe einer Giftspinne ermorden. Kay Hoog schwört Rache an den „Spinnen“.

## Die Spinnen 2. Teil: Das Brillantenschiff (1920)
Der zweite Film beginnt mit einem Diamantenraub der „Spinnen“ in einer Bank. Kay Hoog gelingt es, ihre Spur aufzunehmen und zusammen mit der Polizei eine Razzia in deren Hauptquartier zu organisieren. Das eiserne Haus der „Spinnen“ wird gestürmt, als diese sich gerade zu einem konspirativen Treffen einfinden. Nach einem actionreichen Kampf entkommen die „Spinnen“  mit knapper Not durch einen Hinterausgang. Im Haus der „Spinnen“ findet sich der Zutrittscode zu einem konspirativen Verbrechertreff in San Franciscos Chinesenviertel. Dabei handelt es sich um eine unterirdische Stadt, von Tigern bewacht und von illegalen Spielcasinos und Opiumhöhlen dominiert. Kay Hoog verschafft sich dort Zutritt und belauscht Lio Sha, die gerade ein Segelschiff chartert. Die „Spinnen“ planen, damit einen riesigen Brillanten in Form eines Buddhakopfes zu finden, der seinem Besitzer die Herrschaft über ganz Asien verleihen soll. Hoog wird entdeckt, gefangen genommen und in einer Kiste mit auf die Reise dieses „Brillantenschiffes“ genommen. Die Spur des Diamanten führt nach Indien, dann zum Diamantenmagnaten John Terry nach London. Dort kann sich Hoog befreien und vom Schiff fliehen. Als die „Spinnen“ in Terrys Haus eindringen, ohne dort den Diamanten zu finden, nehmen sie Terrys Tochter als Geisel mit. Es stellt sich heraus, dass ein Urahn Terrys den legendären Diamanten auf den Falklandinseln versteckt hat. Das Brillantenschiff der „Spinnen“ ist bereits auf dem Weg dorthin. Hoog eilt hinterher. In der Schatzhöhle auf den Falklandinseln kommt es zum Showdown zwischen Kay Hoog und den von Lio Sha angeführten „Spinnen“. Kay Hoog kann den Diamanten finden und sicher verstecken, ehe er von den Spinnen eingeholt und überwältigt wird. In der Nacht steigen giftige Gase aus den Tiefen der Höhle auf und töten Lio Sha und die gesamte Expedition der „Spinnen“. Kay Hoog kann sich befreien und überlebt mit knapper Not. Er kehrt nach London zurück und überantwortet Terry den Diamanten. Inzwischen hat die Polizei die Spur von Terrys entführter Tochter aufgenommen. In einem Hotel wird sie aus der Gewalt der „Spinnen“ befreit.

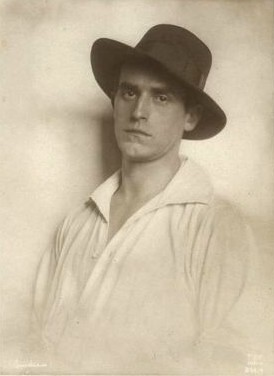
Carl de Vogt, Darsteller des Kay Hoog, 1920 (Foto von Alex Binder)

## Bedeutung
Die Spinnen enthält Elemente, die in Abenteuerfilmen späterer Jahrzehnte immer wieder gerne zitiert wurden: der sportliche, abenteuerlustige Millionär mit Hut und Lederjacke, der Schurke mit Doktortitel, der vermisste Harvard-Professor, die Goldmine, der heilige See, die Flucht mit Hilfe eines Heißluftballons, der Inkatempel, die Inkapriesterin.

## Hintergrund
Abenteuerfilme mit exotischen oder historischen Schauplätzen wurden in Deutschland nach dem Ersten Weltkrieg in großer Zahl produziert. Folgerichtig erschienen die Filme in der „Decla-Abenteuerklasse“ der Produktionsfirma. Aufgrund des kommerziellen Erfolges des ersten Teils des Films Die Spinnen musste Fritz Lang die eigentlich ihm zugeteilte Regie an dem Spielfilm Das Cabinet des Dr. Caligari Robert Wiene überlassen und stattdessen Das Brillantenschiff möglichst schnell beenden.
Die beiden Filme wurden in Hamburg und Berlin (Innenaufnahmen) gedreht. Für die Ausstattung der exotischen Filmsets wurde ein Exklusivvertrag mit dem Völkerkundlichen Museum von Heinrich Umlauff in Hamburg geschlossen. Die Filmbauten wurden in Hamburg-Stellingen auf dem Gelände des Zoologischen Gartens von Carl Hagenbeck errichtet und stammen von Hermann Warm, Otto Hunte und Carl L. Kirmse. Die Bemühungen um eine möglichst authentische Ausstattung wurden von der Filmkritik – im Stil der Zeit – hervorgehoben: „Sind doch die alten Mayabauten, die Sitte und Kostüme jener Zeit unter Mithilfe hervorragender Gelehrter mit einer Echtheit rekonstruiert worden, wie sie nur deutscher Gründlichkeit möglich ist.“
Ursprünglich war die Produktion von zwei weiteren „Spinnen“-Filmen vorgesehen. Die Drehbücher zu Das Geheimnis der Sphinx (3. Teil) und Um Asiens Kaiserkrone (4. Teil) waren bereits geschrieben, sie wurden aber nicht mehr produziert.

## Restaurierung
1978 wurde eine amerikanische Fassung des Films mit englischen Zwischentiteln von David und Kimberley Shepard restauriert. Eine neue Musikbegleitung wurde von Gaylord Carter komponiert und auf einer Kinoorgel eingespielt. Die Kopie für die restaurierte Fassung mit Musik wurde offensichtlich in zu hoher Geschwindigkeit gezogen (vermutlich mit 25 Bildern/Sekunde statt der bei der Aufnahme wahrscheinlich verwendeten und 1919 üblichen 18 Bilder/Sekunde). Dieser Umstand verkürzt die Gesamtspieldauer der beiden Teile entsprechend um ca. ein Viertel auf insgesamt 137 Minuten und ist auch bei der Betrachtung des Films offensichtlich. Die restaurierte Fassung ist, wie auch das Original, viragiert. Eine 2012 veröffentlichte neue DVD-Edition sowie eine von Kino Lorber am 23. August 2016 herausgegebene Blu-ray-Ausgabe bietet neben Bildverbesserungen vor allem eine korrigierte Geschwindigkeit. In beiden Ausgaben beträgt die Gesamtspieldauer nun 174 bzw. 173 Minuten. Eine weitere restaurierte Fassung des Prager Filmarchivs Národní Filmový Archiv wurde unter anderem bei einer Fritz-Lang-Retrospektive gezeigt, die im Frühjahr 2012 anlässlich des 20-jährigen Bestehens des Zeughauskinos im Deutschen Historischen Museum stattfand. Die Gesamtspieldauer dieser Fassung wurde dabei mit etwa 180 Minuten angegeben.

## Hörspielbearbeitung
- 2005 – Die Spinnen; Bearbeitung (Wort): Michael Farin; Komposition: Georg Zeitblom; Regie: Thomas Wolfertz; Mitwirkende: Siemen Rühaak (Hoog), Matthias Leja (Raugoon), Effi Rabsilber (Naela), Horst Mendroch (Hohepriester), Claudia Mischke (Lio Sha), Heinrich Giskes (Dr. Telphas), Ernst August Schepmann (Johnson), Helmut Krauss (Erzähler), Bernd Kuschmann (Der Alte), Hans Gerd Kilbinger (Diener); Produktion: Deutschlandradio[3]